# Royal Manchester College of Music
Il Royal Manchester College of Music (RMCM) fu fondato nel 1893 da Sir Charles Hallé che ne assunse il ruolo di Preside. Per un lungo periodo Hallé aveva sostenuto il bisogno di Manchester di un conservatorio per addestrare adeguatamente i talenti locali. L'edificio di Ducie Street, appena fuori Oxford Road, fu acquistato e ammesso agli studenti nell'ottobre del 1893.
Nel 1954 il preside della RMCM, Frederic Cox, iniziò ad esplorare il problema della fusione con la Northern School of Music. Ciò richiese fino al 1972 quando la fusione portò alla fondazione del Royal Northern College of Music.

## Direttori
- Sir Charles Hallé
- Adolph Brodsky
- Robert Forbes
- Frederic Cox

## Insegnanti
- John Acton, voce[5]
- Wilhelm Backhaus, pianoforte[5]
- Rawdon Briggs, violino[5]
- Walter Carroll, composizione[5]
- Marie Fillunger, voce[5]
- Carl Fuchs[5]
- Henry Hiles
- Helen Lemmens-Sherrington, voce[5]
- Frank Merrick, pianoforte[5]
- Olga Neruda, pianoforte[5]
- James Kendrick Pyne, organo[5]
- Simon Speelman, violino[5]

## Ex alunni
- Harrison Birtwistle, compositore
- Arthur Butterworth, compositore
- Pamela Bowden, contralto e insegnante di canto
- Louis Cohen, violinista e direttore d'orchestra
- Peter Maxwell Davies, compositore
- Alexander Goehr, compositore
- Jeffrey Lawton, tenore
- John Ogdon, piano
- Alan Rawsthorne, compositore
- Barbara Robotham, cantante d'opera e insegnante di canto
- Carolyn Watkinson, cantante d'opera
- John Ramsden Williamson, compositore
- Olive Zorian (1916-'65), violinista[6]